# 弗金斯 (佛蒙特州)
44°9′56″N 73°15′8″W / 44.16556°N 73.25222°W
弗金斯 （Vergennes, Vermont）是美國佛蒙特州艾迪生县的一個城市，位於奧特河畔，周圍分別為瓦爾珊、佛利堡和潘滕三鎮所圍繞。面積6.5平方公里。2000年人口2,741人，是該州第九個城市中人口最少的一個。以美国独立战争期间支援美国革命的法国外交官韦尔热讷伯爵夏尔·格拉维耶命名。
1788年設市。